# Sally Rosenberg
Sally Rosenberg (geboren 8. Januar 1870 in Hannover; gestorben 2. August 1945 in Luzern) war ein deutscher Münzhändler und Auktionator.

## Leben
Sally Rosenberg war Sohn des Münzhändlers Hermann Siegfried Rosenberg (1831–1901) und Bruder des Münzhändlers Siegfried Rosenberg (1867–1932).
1894 siedelte er nach Frankfurt am Main über, wo er in der Schillerstraße 18 eine Münzenhandlung eröffnete. Dort gründete er 1898 gemeinsam mit dem Kaufmann und Prokuristen der Frankfurter Deutschen Effecten- und Wechselbank, Emanuel Ettinghausen (1846–1914) die Münzhandlung Sally Rosenberg oHG, die im Mai 1899 die erste von insgesamt 81 Versteigerungen durchführte. Der Namensgeber des Unternehmens publizierte zudem zahlreiche Festpreis-Kataloge mit teils mehreren tausend Positionen aus den Lagerbeständen der Firma.

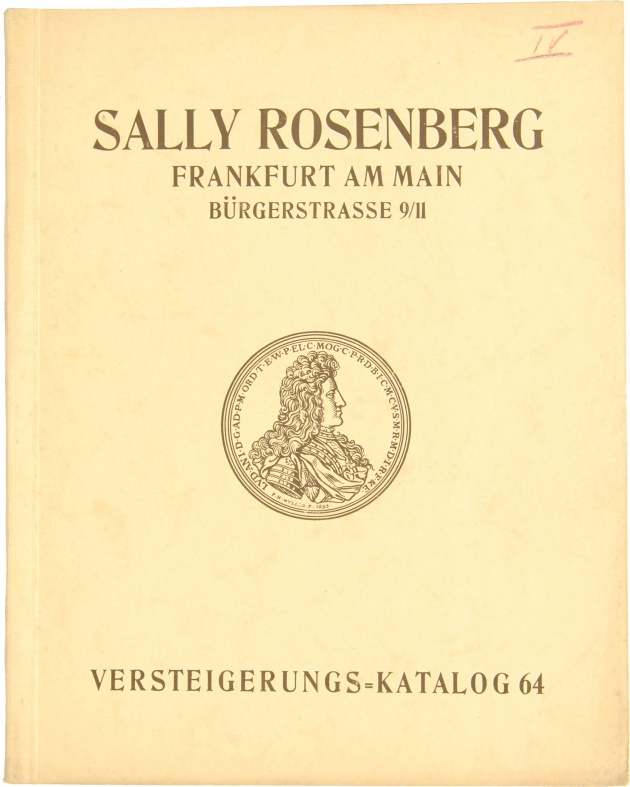
Katalog zur 64. Versteigerung, 1928

1906 war Sally Rosenberg mit Ernst Lejeune Mitbegründer und Erster Schriftführer der Frankfurter Numismatischen Gesellschaft.
1912 wurde das Unternehmen in das Gebäude Bürgerstraße 9–11 verlegt, die spätere Wilhelm-Leuschner-Straße.
1922 nahm Sally Rosenberg 1922 Edmund Ettinghausen und Felix Ettinghausen, Söhne seines 1914 verstorbenen Geschäftspartners, als Teilhaber in das Unternehmen auf. Die Brüder bewohnten das von ihrem Vater bereits 1885 erworbene Haus Parkstraße 11, das zugleich als letzter Unternehmenssitz fungierte.
1929 trat Rosenbergs Sohn Hermann Rosenberg (1896–1970) in die von Adolph Hess gegründete, ebenfalls in Frankfurt firmierende, und später nach Zürich übersiedelte Aktiengesellschaft Hess Divo ein.
Infolge der Machtergreifung durch die Nationalsozialisten 1933 und der ständig steigenden Repressalien gegen die jüdische Bevölkerung in Deutschland konnte die Firma Sally Rosenberg letztmals im Februar 1935 eine Auktion durchführen. Im Jahr der sogenannten „Reichskristallnacht“ wurde das Unternehmen 1938 aus dem Frankfurter Handelsregister gelöscht.
Ebenfalls 1938 emigrierte Edmund Ettinghausen mit Frau und Tochter ins Exil in die Niederlande, wo das Ehepaar 1943 verhaftet, in das Durchgangslager Westerbork verbracht und später im Vernichtungslager Sobibor ermordet wurde. Felix Ettinghausen war 1939 die Emigration in die Vereinigten Staaten gelungen.
Sally Rosenberg und seine Ehefrau konnten 1939 in die Schweiz emigrieren, wohin zuvor schon ihr Sohn Hermann übergesiedelt war.
Sally Rosenberg starb am 2. August 1945 in Luzern.